# Monoculodes schneideri
Monoculodes schneideri är en kräftdjursart som beskrevs av Sars 1895. Monoculodes schneideri ingår i släktet Monoculodes och familjen Oedicerotidae. Inga underarter finns listade i Catalogue of Life.